# Liza's Back
Liza's Back é o nono álbum ao vivo da cantora e atriz estadunidense Liza Minnelli, lançado pela J Records, em 2002.
Após sua participação no Royal Albert Hall, em Londres, e sua performance nacionalmente televisionada de "New York, New York" no Yankee Stadium, após os atentados de 11 de setembro nos Estados Unidos, Liza Minnelli realizou uma série de concertos de retorno. Essa sequência de shows foi concebida e produzida por seu marido, David Gest, marcando o fim de uma pausa de dois anos que ela fez devido ao diagnóstico de encefalite viral, uma doença potencialmente fatal.
As gravações do álbum ocorreram, precisamente, em 2 de abril de 2002, no início do verão, durante uma semana de shows lotados no Beacon Theatre, em Nova York. Minnelli interpretou muitas músicas associadas a ela e apresentou "Liza's Back", escrita por seus colaboradores de longa data, John Kander e Fred Ebb.
O álbum foi produzido por Phil Ramone e marca o reencontro de Minnelli com o presidente da J Records, Clive Davis, que a contratou para a Columbia no início dos anos 70. A lista de faixas inclui 18 músicas, como "Cabaret", "Don't Smoke in Bed", "Something Wonderful" e "New York, New York". Minnelli e Ramone, haviam trabalhado juntos em seu álbum Liza with a Z, de 1972. O especial de televisão de mesmo nome dirigido por Bob Fosse naquele ano rendeu à artista e ao diretor um prêmio Emmy.
Entre as canções inéditas, está "Liza's Back, que foi definida por alguns setores da imprensa, como um hino de superação. A letra da música diz: "Peguei meus frascos de pílulas e os joguei fora / Esvaziei o álcool, voltei para os Alcoólicos Anônimos / Ei, Broadway... Liza está de volta!".
O lançamento foi precedido por uma festa ocorrida no Equitable Auditorium, de Nova Iorque, organizada por Clive Davis.

## Recepção crítica
| Críticas profissionais | Críticas profissionais |
| Avaliações da crítica  | Avaliações da crítica  |
| Fonte                  | Avaliação              |
| ---------------------- | ---------------------- |
| AllMusic               | [ 13 ]                 |
| BBC Music              | Favorável              |
| Uncut                  | [ 15 ]                 |

As resenhas dos críticos especializados em música foram favoráveis.
William Ruhlmann, do site AllMusic, avaliou com três estrelas de cinco e escreveu que Minnelli "soa muito melhor do que soou em Minnelli on Minnelli: Live at the Palace, uma gravação que evidenciou deterioração vocal em sua respiração e um vibrato instável". Ele disse que embora a primeira parte do show apresente músicas esquecíveis de Kander e Ebb, há uma interpretação ótima de "Something Wonderful" e a ótima faixa "Never Never Land" que traz um coro da canção emblemática de sua mãe, Judy Garland, "Over the Rainbow".
Morag Reavley, do site BBC Music escreveu que após uma série de experiências pessoais, as músicas parecem ter dotadas de novo significado, e que a "interpretação [de Liza Minnelli] é impregnada por um contagiante senso de alegria em suas habilidades vocais aprimoradas, ainda mais texturizadas e vigorosas do que antes, enquanto suas conversas com a plateia alternam entre travessas e afetuosas".

## Desempenho comercial
Comercialmente, falhou em aparecer na parada Billboard 200.

## Lista de faixas
- Créditos adaptados do CD Liza's Back, de 2002.[18]

| N.º | Título                                | Compositor(es)                                                      | Duração |  |
| 1.  | "Liza's Back"                         | John Kander, Fred Ebb                                               | 6:06    |  |
| 2.  | "Something Wonderful"                 | Richard Rodgers, Oscar Hammerstein II                               | 2:05    |  |
| 3.  | "Cry"                                 | Churchill Kohlman                                                   | 2:12    |  |
| 4.  | "Don't Cry Out Loud"                  | Peter Allen, Carole Bayer Sager                                     | 3:38    |  |
| 5.  | "Crying"                              | Joe Melson, Roy Orbison                                             | 5:23    |  |
| 6.  | "City Lights"                         | J. Kander, F. Ebb                                                   | 3:12    |  |
| 7.  | "Don't Smoke in Bed"                  | J. Kander, F. Ebb                                                   | 5:06    |  |
| 8.  | "Some People"                         | Jule Styne, Stephen Sondheim                                        | 3:42    |  |
| 9.  | "Never Never Land / Over the Rainbow" | Jule Styne, Betty Comden, Adolph Green) / Harold Arlen, Yip Harburg | 3:44    |  |
| 10. | "What Did I Have That I Don't Have?"  | Burton Lane, Alan Jay Lerner                                        | 4:43    |  |
| 11. | "Rose's Turn"                         | Styne, Sondheim                                                     | 5:04    |  |
| 12. | "Mein Herr"                           | J. Kander, F. Ebb                                                   | 5:34    |  |
| 13. | "Money, Money"                        | J. Kander, F. Ebb                                                   | 1:33    |  |
| 14. | "Maybe This Time"                     | J. Kander, F. Ebb                                                   | 3:19    |  |
| 15. | "Cabaret"                             | J. Kander, F. Ebb                                                   | 5:12    |  |
| 16. | "But the World Goes 'Round"           | J. Kander, F. Ebb                                                   | 4:29    |  |
| 17. | "Theme from New York, New York"       | J. Kander, F. Ebb                                                   | 5:41    |  |
| 18. | "I'll Be Seeing You"                  | Sammy Fain, Irving Kahal                                            | 3:01    |  |